# Rousong
El rousong, rousu, algodón de carne o algodón de cerdo es una carne seca china que tiene una textura ligera y algodonosa. El rousong se usa como ingrediente de muchas recetas, y como relleno de muchos bollos, además de como aperitivo a solas. Es muy popular en la cultura china, y tiene un uso generalizado en la cocina china.

## Producción
El rousong se elabora estofando cortes baratos de cerdo en una mezcla dulce de salsa de soja hasta que las fibras musculares individuales pueden separarse con un tenedor (hasta obtener una carne deshebrada). Esto suele suceder cuando el colágeno y la elastina que suele sujetar las fibras se extrae de la carne. El producto resultante se escurre y se seca en el horno. Tras un secado ligero, la carne se machaca y golpea mientras se caliente en un wok grande hasta dejarla completamente seca. Suelen añadirse condimentos adicionales en este paso. 5 kg de carne suelen producir aproximadamente 1 kg de rousong.

## Versiones sin cerdo

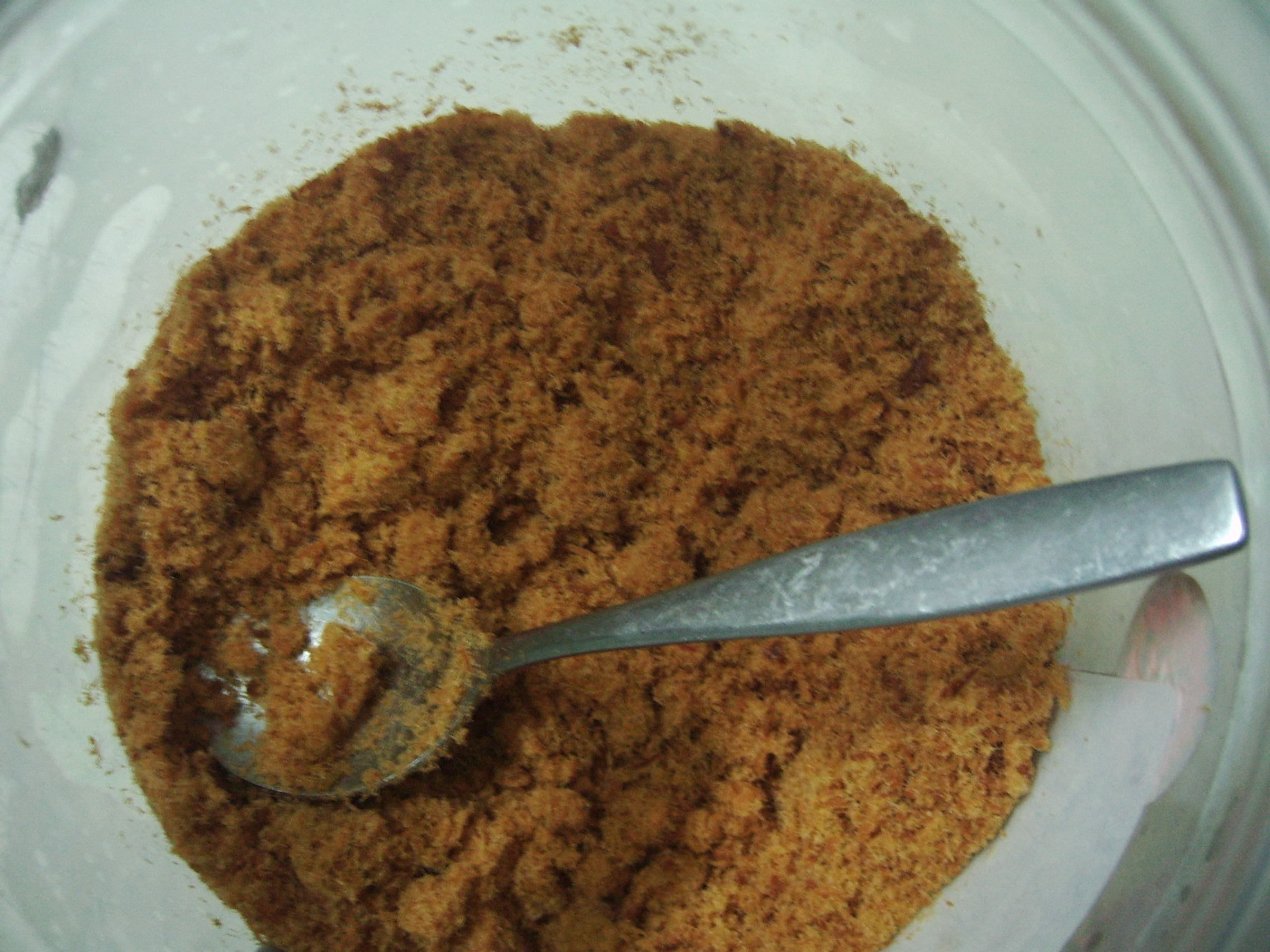
El algodón de pescado se asa para tener un aspecto muy parecido al de carne.

El pescado también puede prepararse como algodón (en chino, 魚鬆; pinyin, yǘ sōng), si bien no requiere la cocción inicial gracias al bajo contenido en colágeno y elastina de la carne de pescado.
Los musulmanes malayos preparan y consume algodón de carne, llamado serunding, a partir de pollo o ternera, que se considera una delicia popular durante el Ramadán y el Hari Raya Aidilfitri.

## Otras versiones
Un producto muy parecido es el fu de cerdo (en chino, 肉脯; pinyin, ròu fǔ), que es menos frito y menos rallado que el rousong, y tiene una textura más fibrosa.